# Josep Maria Busquets i Galera
Josep Maria Busquets i Galera (Manresa, 15 d'abril de 1934) és enginyer, economista i promotor cultural català.
La seva trajectòria reflecteix un compromís profund amb la promoció i difusió de la cultura catalana sobretot en el món de la música i les arts escèniques. Ha format part de diverses institucions socials i culturals, com el Gran Teatre del Liceu, el Palau de la Música Catalana, el Teatre Nacional de Catalunya o l'Orfeó Laudate. També ha tingut un paper clau en organitzacions i entitats musicals com el Consell Català de la Música, el Festival Internacional de Música de Cantonigròs, la Coral Thau o l'Escola Superior de Música de Catalunya.
Va créixer a la Colònia Vidal de Puig-reig on el seu pare, Francesc Busquets i Carcasona, era el director de la fàbrica. El seu pare també va ser president de l’Orfeó Manresà, i va promoure l’esbart i el grup de teatre de la Colònia. Va fer estudis de solfeig i violí d’adolescent al Conservatori de Manresa.
Es va casar amb Rosa Maria Oliu Carol, natural de Cantonigròs. Als anys 60 es va traslladar com a empresari a Pamplona. Allà hi va fundar el Centre Català. El 1972 va haver de marxar de Navarra en ser extorquit i amenaçat per ETA. La seva filla Blanca Busquets ho relata en la novel·la Constel·lacions.
Durant la dècada dels 80 va formar part de la junta directiva del Círculo Ecuestre. Va ser director general del Gran Teatre del Liceu des de 1985 fins a 1992, any que va dimitir perquè no tenia el suport de les administracions per la reforma del teatre que finalment es va incendiar dos anys després. Del 1983 i 2017 va impulsar i dirigir el Festival Internacional de Música de Cantonigròs. Va ajudar a posar en marxa el Teatre Nacional de Catalunya, del qual en va ser administrador general des de la seva inauguració el 1996 fins al 2004.
L'octubre de 2010 fou nomenat president interí de l'Orfeó Català quan va renunciar Mariona Carulla i mentre no es feien noves eleccions. Des del 1983 és president del Consell Català de la Música. La Generalitat de Catalunya li atorgà la Creu de Sant Jordi el 2014.
Ha escrit el llibre El meu Liceu abans del foc: crònica històrica d'una vivència personal (1985-1992), on recull les seves vivències i reflexions sobre el Gran Teatre del Liceu abans de l'incendi que el va afectar.